# Objet (psychanalyse)
Pour les articles homonymes, voir Objet.
En psychanalyse, l'objet est un concept polysémique. Il est ainsi question d'objet partiel, d'objet total, d'objet narcissique, interne, externe, de choix d'objet, de relation d'objet, etc. En premier lieu chez Freud, l'objet est celui de la pulsion. Visé comme totalité (en tant que personne, entité, idéal...), ce peut être un objet d'amour (ou de haine). Plusieurs autres théories ont été élaborées à partir de la notion d'objet en psychanalyse, notamment par Melanie Klein et les kleiniens. L' « objet transitionnel » est une notion de Donald Winnicott, l'« objet a » un apport théorique de Jacques Lacan. 

## Définition
Selon Jean Laplanche et Jean-Bertrand Pontalis, la notion d'objet en psychanalyse se présente sous trois aspects principaux :
1. l'objet de la pulsion : ce en quoi et par quoi la pulsion cherche à atteindre son but (un certain type de satisfaction). L'objet peut alors être un objet partiel, un objet réel ou un objet fantasmatique.
2. l'objet corrélatif de l'amour (ou de la haine) : la relation en cause est la personne totale, ou l'instance du moi , l'objet est visé comme totalité (personne, entité, idéal etc.) ; l'adjectif correspondant est  alors « objectal » .
3. l'objet dans le sens traditionnel de la philosophie et de la psychologie de la connaissance, corrélatif du sujet percevant et connaissant ; l'adjectif correspondant est alors « objectif »[1].

Sinon, d'après Nora Kurts, le terme « objet » est polysémique en psychanalyse, et le concept peut se montrer « déroutant » pour qui cherche à le saisir, du fait, entre autres, de son aspect mobile. Il peut être question d'objet partiel, total, narcissique, interne, externe, Moi-objet, relation d'objet, choix d'objet, etc.

## L'objet de la pulsion
Dans la métapsychologie, l'objet est lié à la pulsion : l'objet est ce en quoi et par quoi la pulsion peut atteindre son but. À l'origine il ne lui est pas lié, mais lui est adjoint comme moyen particulièrement apte à rendre satisfaction. Le terme évolue à travers toute l'œuvre de Freud, de l'Esquisse à ses derniers écrits. Dans la première topique, c'est l'organisation pulsionnelle qui prime dans les théorisations. Freud parle d'« état objectal » ou plus tard de narcissisme primaire, il a toujours évoqué la nécessité de la rencontre entre un besoin (plus tard un désir) et un objet qui puisse le satisfaire, cet « objet » est alors identifié à « la mère ou a son substitut ».

### Choix d'objet
L'expression de choix d'objet implique que la libido investisse un objet ; mais il ne s'agit pas d'un choix au sens de libre-arbitre. Le sujet ne choisit pas d'investir un objet. 
 
Il s'agit donc d'un terme équivalent de celui d' investissement libidinal. Le sujet se tourne vers un objet qui deviendra caractéristique de la pulsion. 
Freud décrit deux types de choix d'objets : 
- le choix d'objet par étayage
- le choix d'objet narcissique

Dans le choix d'objet par étayage, le sujet recherche l'objet qui le comble, sur le mode des soins que donne la mère. C'est l'objet qui comble, qui gratifie. 

Le choix d'objet narcissique est l'investissement d'un semblable. Le sujet investit un objet qui lui ressemble, soit ce que je suis, soit ce que je veux devenir (mais alors l'idéal entre en jeu), soit ce que j'ai été.

## Freud, Abraham, Klein: objet total, objet partiel

### Objet total
Freud le considérait comme l'aboutissement de l'évolution psychosexuelle où l'enfant passe de la « relation » d'objet primaire, à la relation d'objet partielle (prégénitale). L'objet total implique la reconnaissance et l'intégration de la double différence des sexes et des générations. Jusqu'en 1914, la théorie du narcissisme n'était pas encore élaborée et que c'est dès lors qu'il a distingué la « libido d'objet » de la « libido narcissique ».
Pour les kleiniens, l'objet total est associé à la position dépressive. Il est l'objet d'amour appréhendé comme totalité, par opposition avec l'objet partiel, également théorisé par Melanie Klein. L'objet total est composé et peut revêtir simultanément des caractéristiques différentes voire opposées; par définition il diffère de l'objet partiel en cela que ce dernier est profondément clivé : soit bon, soit mauvais.

### Objet partiel
L'objet partiel n'a pas été désigné par Freud en tant que tel mais ressort de ses écrits comme une relation avec un objet quasi identifié à une partie du corps, pénis, fèces, regard, etc. C'est comme si une personne était identifiée à l'une de ses parties (pars pro toto) ou encore à l'objet d'une pulsion partielle. Dans les théories sexuelles infantiles, Freud présume que le pénis et les fèces sont investis libidinalement par l'enfant et symboliquement liés au désir d'enfant, même s'il n'utilise pas le terme d'objet partiel.
Le terme a été introduit dans la théorie psychanalytique par les kleiniens, suivant une voie ouverte par Freud et Karl Abraham, et désigne donc l'objet investi par le bébé, le prototype en est le sein (nourricier ou privateur). Le bébé de la position schizo-paranoïde perçoit un monde morcelé, où la frontière dedans/dehors n'est pas délimitée : le sein, premier objet d'amour, est alors vécu (par la dynamique projection/introjection) tour à tour comme bon ou mauvais, selon qu'il satisfait ou frustre les désirs du nourrisson. Le sein est fantasmatiquement investi par le bébé, qui lui attribue des qualités semblables à celles de l'objet total : gratifiant, persécuteur, etc. Le passage de l'objet partiel à l'objet total se réalise lors de la position dépressive. Toutefois, l'objet partiel n'est jamais abandonné avec la maturation psychique, mais plutôt recouvert par l'objet total, tout en continuant à être investi : une personne peut s'identifier ou en identifier une autre à un objet partiel, tel que le phallus par exemple.

### Position schizo-paranoïde et position dépressive chez Melanie Klein
La théorie se structure sur deux concepts la position schizo-paranoïde qui combat toute perte et la position dépressive qui prend acte de la perte de l'objet pour atteindre un nouvel équilibre libidinal. Dans l'ontogenèse de la psyché de l'enfant cet imaginaire se développe entre trois et dix mois.
Ces deux positions font référence à tout travail de deuil et de réparation, consécutive à deux objets partiels mais primordiaux dans la psyché de l'infans  le sein et le pénis. Ces deux objets entrent en jeu dans la scène inconsciente que M Klein nomme la scène maternelle.
Tout objet qui répond au besoin (le sein maternel) est à la fois objet d'amour et dans le même temps objet de haine. Car l'objet étranger (l'autre, la mère) qui apporte le plaisir perturbe l'homéostasie du moi. C'est de cette manière que le sein est à la fois le bon et le mauvais objet. 
Anna Freud critique Melanie Klein sur ses conceptions de l'objet et sur la participation des parents à la thérapie. Pour Anna Freud le transfert avec un enfant directement est possible, la présence des parents est donc pour A. Freud parfaitement inutile.

## Lacan: Désir besoin demande
Lacan a théorisé l'objet a. L'objet a n'est pas un objet réel. Il peut être identifié sous la forme d'éclat partiel du corps, réductibles à quatre entités (donc susceptible d'investissement libidinal) : l'objet de la succion le sein, l'objet de l'excrétion (les fèces), la voix, le regard.